# Taplow
Taplow è un villaggio e parrocchia civile dell'Inghilterra, appartenente alla contea del Buckinghamshire. Degna di nota la residenza di campagna Cliveden.